# 澤蘭省旗

澤蘭省旗

澤蘭省旗制定於1949年1月14日。設計者是T.A.J.W. Schorer。旗幟中央的圖案是澤蘭省的省徽。旗幟其他部分是藍白相間的波浪狀條紋，象徵大海。